# Монталоне (Арецо)
Монталоне је насеље у Италији у округу Арецо, региону Тоскана.
Према процени из 2011. у насељу је живело 74 становника. Насеље се налази на надморској висини од 855 м.